# Software in the Public Interest
Software in the Public Interest, Inc. (SPI) is een organisatie zonder winstoogmerk die is opgericht om andere organisaties te helpen bij het creëren en verspreiden van free/opensourcesoftware en opensourcehardware. Iedereen is gerechtigd een lidmaatschap aan te vragen. Het lidmaatschap staat open voor iedereen die actief is in de vrijesoftwaregemeenschap. De SPI is gevestigd te New York.

## Deelnemende projecten
Met SPI verbonden projecten zijn momenteel:
- 0AD
- Ankur.org.in
- aptosid
- Debian
- Drizzle
- Drupal
- FFmpeg
- Fluxbox
- freedesktop.org
- FreedomBox
- Fresco
- Gallery
- GNUstep
- GNU TeXmacs
- Haskell.org
- HeliOS
- Jenkins
- LibreOffice
- MadWifi.org
- OFTC
- Open Bioinformatics Foundation
- Open Voting Foundation
- OpenEmbedded
- OpenVAS
- OpenWrt
- Open64
- OSUNIX
- Path64
- PostgreSQL
- Privoxy
- Sproutscore
- TideSDK
- Tux4Kids
- YafaRay

## Bestuursleden
Het huidige bestuur (gekozen via de methode Schulze, een methode Condorcet) bestaat uit:
- Bdale Garbee, voorzitter
- Joerg Jaspert, vicevoorzitter
- Jonathan McDowell, secretaris
- Michael Schultheiss, penningmeester

Board of Directors
- Clint Adams
- Robert Brockway
- Joshua D. Drake
- Jimmy Kaplowitz
- Martin Zobel-Helas

Adviseurs
- Gregory Pomerantz, juridisch adviseur
- Debian Project Leader
- PostgreSQL Project Board vertegenwoordiger – momenteel Robert Treat